# Skotniki (Kraków)
Skotniki – obszar Krakowa wchodzący w skład Dzielnicy VIII Dębniki, dawna wieś, położona około 9 km na południowy zachód od centrum Krakowa. Skotniki zostały przyłączone do Krakowa w 1941 roku, a formalnie w 1945, jako XXVII dzielnica katastralna. Liczą około 5000 mieszkańców. Na obszarze Skotnik znajduje się  osiedle Mochnaniec.
Wieś królewska położona w drugiej połowie XVI wieku w powiecie szczyrzyckim województwa krakowskiego, należała do wielkorządów krakowskich.

## Historia

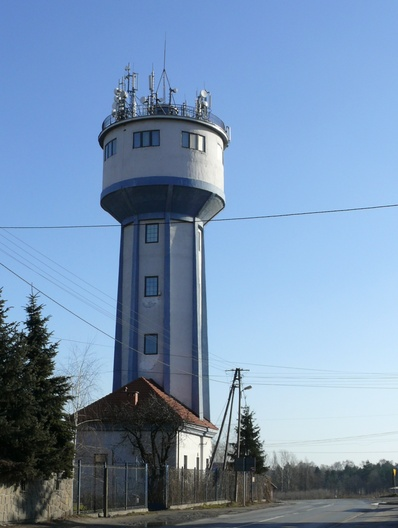
Dawna wieża ciśnień jest znakiem charakterystycznym Skotnik

Pierwszy raz w źródłach Skotniki pojawiły się w 1257 roku jako wieś książęca. Nazwa wskazuje na wieś służebną, której mieszkańcy trudnili się wypasem bydła. Na terenie wsi powstał folwark i zespół dworski (na jego terenie obecnie znajduje się szkoła podstawowa i przedszkole).
Skotniki były dużą wsią, według Słownika geograficznego Królestwa Polskiego na przełomie XIX i XX wieku liczyły 1200 mieszkańców.
W 1898 r. w ramach Twierdzy Kraków powstają  Forty Skotniki N i S, zaś rok później Fort „Winnica”.
W 1912 roku rozpoczęto budowę kościoła i w 1921 roku erygowano parafię MB Różańcowej.
Przy ul. Kozienickiej 24, forcie 52 ½ Skotniki N, ma siedzibę Centrum Dokumentacji Zsyłek, Wypędzeń i Przesiedleń.

## Infrastruktura
- Klub sportowy KSPN Pogoń Kraków (dawniej Pogoń Skotniki) założony w 1948 roku. Mieszczący 450 widzów stadion, a zarazem siedziba klubu znajdują się przy ulicy Baczyńskiego 13. W klubie funkcjonuje jedna z największych akademii piłkarskich dla dzieci i młodzieży w Małopolsce.
- Szkoła Podstawowa nr 66
- Przedszkole Samorządowe nr 23
- Osiedlowy Dom Kultury
- J&J Sport Center (ośrodek treningowy, hotel, restauracja)
- Użytek ekologiczny Staw Królówka
- Biurowiec Excon

## Zabytki
- Forty 52 ½ Skotniki N i S
- Fort 53a Winnica na wzgórzu Winnica
- Cmentarz żołnierzy i jeńców radzieckich (na północ od fortu 52 ½ N Skotniki).